# Torreyochloa
Torreyochloa es un género de plantas herbáceas perteneciente a la familia de las poáceas. Es originario del norte de Asia y Norteamérica.

## Taxonomía
El género fue descrito por George Lyle Church y publicado en American Journal of Botany 36: 163. 1949. La [èspecie tipo]] es: Torreyochloa pauciflora (J. Presl) G.L. Church. 

## Especies
- Torreyochloa california
- Torreyochloa californica
- Torreyochloa erecta
- Torreyochloa fernaldii
- Torreyochloa natans
- Torreyochloa otisii
- Torreyochloa pallida
- Torreyochloa pauciflora
- Torreyochloa viridis